# Antonio Bertrán
Antonio Bertrán Panadés, nacido el 19 de noviembre de 1933 en Barcelona (Cataluña) y fallecido el 21 de marzo de 2008 en Barcelona, fue un ciclista español, profesional entre 1958 y 1966.

## Palmarés
| 1955 - 1 etapa de la Vuelta a Asturias 1958 - 1 etapa de la Volta a Cataluña 1959 - G. P. Pascuas - Gran Premio de la Bicicleta Eibarresa 1960 - 1 etapa de la Vuelta a Andalucía - Trofeo Jaumendreu - 1 etapa de la Vuelta a Levante - Campeón de España por Regiones | 1963 - 1 etapa de la Volta a Cataluña 1964 - Clasificación de las metas volantes de la Vuelta a España 1965 - Trofeo Masferrer 1966 - 1 etapa de la Vuelta a Andalucía |

## Resultados en las grandes vueltas
| Carrera         | 1958 | 1959 | 1960 | 1961 | 1962 | 1963 | 1964 | 1965 | 1966 |
| --------------- | ---- | ---- | ---- | ---- | ---- | ---- | ---- | ---- | ---- |
| Giro de Italia  | -    | -    | 26º  | 32.º | -    | -    | -    | -    | -    |
| Tour de Francia | -    | -    | -    | Ab.  | -    | 35.º | 55.º | 85.º | -    |
| Vuelta a España | -    | 29.º | 23.º | -    | 24.º | 45.º | 10º  | 33º  | 36º  |
| Mundial en Ruta | -    | -    | -    | -    | -    | -    | -    | -    | -    |

-: no participa

Ab.: abandono